# ناوكي ساتو
ناوكي ساتو (佐藤直紀 ساتو ناوكي) هو ملحن ياباني ولد في 2 مايو 1970 في محافظة تشيبا.

## أعماله في السينما اليابانية
- سبيس باتلشيب ياماتو
- الوحوش الطفيلية
- الوحوش الطفيلية: الخاتمة
- فصل الاغتيال
- فصل الاغتيال: التخرج
- توب سيكريت
- تشيوني سوغيهارا
- كيساراغي
- أولويز: غروب شمس الشارع الثالث
- فندق هونوجي
- روروني كنشين
- روروني كنشين: حريق كيوتو
- روروني كنشين: نهاية الأسطورة
- روروني كنشين: الجزء الأخير: ذا فاينل
- روروني كنشين: الجزء الأخير: ذا بيغينينغ

## أعماله في الدراما اليابانية
- كارنيشن

## أعماله في الأنمي

### مسلسلات أنمي تلفزيونية
- إيوريكا سفن
- X
- هيرويك إيج
- Precure
- موياشيمون
- بلود سي
- فريق الإنقاذ الآلي
- المتحول السريع جايروزيتر
- أحب ما أحب لذا ليس لدي خيار!!
- فصل الاغتيال
- فصل الاغتيال SECOND SEASON

### أنمي الإنترنت
- كوروسينسي كويست!

### أفلام أنمي
- سيف الغريب
- إيوريكا سفن: جيب مليء بأقواس قزح
- سلسلة أفلام إيوريكا سفن: هاي-إيفولوشن
  - إيوريكا سفن: هاي-إيفولوشن 1
  - أنيموني/إيوريكا سفن: هاي-إيفولوشن
- ستاند باي مي دورايمون
- ستاند باي مي دورايمون 2
- رودولف و إيباياتينا

## أعماله في ألعاب الفيديو
- 428: شيبويا سكرامبل

## وصلات خارجية
- ناوكي ساتو على موقع IMDb (الإنجليزية)
- ناوكي ساتو على موقع ميوزك برينز (الإنجليزية)
- ناوكي ساتو على موقع ميوزك برينز (الإنجليزية)
- ناوكي ساتو على موقع ديسكوغز (الإنجليزية)
- ناوكي ساتو على موقع قاعدة بيانات الفيلم (الإنجليزية)
- ناوكي ساتو على موقع ANN person (الإنجليزية)